# Peter Pechel
Peter Eberhard Pechel (* 21. April 1920 in Berlin; † 30. Januar 1997 ebenda) war ein deutscher Journalist und Moderator.

## Leben
Pechel wurde als Sohn von Rudolf Pechel, Chefredakteur und Herausgeber der Deutschen Rundschau, und dessen Frau geboren. Peter Pechel besuchte das Arndt-Gymnasium Dahlem und wurde dann zur Wehrmacht eingezogen. Er war u. a. Ordonnanzoffizier im Oberkommando des Heeres. Sein letzter Dienstgrad war Hauptmann der Reserve. Sein Vater war Widerstandskämpfer gegen den Nationalsozialismus und Häftling im KZ Sachsenhausen, aus dem er ihn durch Vorsprache bei Gestapo-Chef Heinrich Müller freibekam.
Nach dem Zweiten Weltkrieg studierte er Volkswirtschaftslehre, Rechtswissenschaften und Zeitungswissenschaften an der Universitäten in Göttingen, München und Zürich. 1950 wurde er bei Wilhelm Bickel an der Rechts- und Staatswissenschaftlichen Fakultät der Universität Zürich mit der Dissertation Die Einkommensteuer im bundesstaatlichen Finanzausgleich zum Dr. oec. publ. promoviert.
Nachdem er zunächst als freier Journalist (Print und Funk) tätig gewesen war, wurde er 1950 Mitarbeiter des Südwestfunks. Von 1954 bis 1959 war er für den Rundfunk (Sender Freies Berlin (SFB), Südwestfunk, Radio Bremen) und den Ullstein Verlag als Auslandskorrespondent in London. Von 1960 bis 1966 war er ARD-Korrespondent (Bayerischer Rundfunk, SFB, Hessischer Rundfunk, Radio Bremen) in Washington, D.C. 1966 wurde er Chefredakteur beim SFB und schuf zahlreiche Innovationen in Hörfunk und Fernsehen des SFB – so die Ost-West-Sendung Kontraste und die Fernseh-Pressekonferenz, die er beide auch moderierte. Ab 1981 war er wieder als freier Journalist tätig. Der Schwerpunkt seiner Arbeit galt stets den deutsch-amerikanischen Beziehungen.
Ab 1963 war er Mitherausgeber der Deutschen Rundschau; sie wurde 1964 eingestellt.
Pechel war u. a. stellvertretender Vorsitzender der Atlantik-Brücke und Mitglied im Deutschen Journalisten-Verband. Von 1981 bis 1994 war er stellvertretender Vorsitzender von Care Deutschland, einer Hilfsorganisation.
Er war verheiratet und Vater von zwei Kindern.

## Auszeichnungen
- Eisernes Kreuz I. Klasse (1939)
- 1971: Bundesverdienstkreuz
- 1976: Bundesverdienstkreuz I. Klasse
- 1980: Jakob-Kaiser-Preis
- 1986: Großes Bundesverdienstkreuz

## Schriften (Auswahl)
- Götterdämmerung der amerikanischen Rüstungsindustrie (= Zum Nachdenken. 19). Hessische Landeszentrale für politische Bildung, Wiesbaden 1966.
- mit Johannes Steinhoff, Dennis Showalter: Voices from the Third Reich: an oral history. Regnery, Washington, D.C. 1989, ISBN 0-89526-766-7.